# Lingüística clínica
La lingüística clínica és una disciplina aplicada dins del camp de la lingüística que tracta de la descripció i modelatge lingüístic dels trastorns del llenguatge en adults i infants. Tot i que ja es va estudiar els trastorns mèdics i neurològics en l'ús de la llengua (parlar, oir, llegir o escriure) el terme va ser encunyat pel lingüista britànic David Crystal en l'obra Clinical linguistics del 1981. Hi uneix l'estudi del conjunt de problemes de comunicació o patologia de llenguatge que rau en un dèficit en un o més de les quatre components de la comunicació. Als aspectes mèdics o farmacològics, s'hi afegeix les diferents tècniques per a paliar el deficit: logopedia, teràpia del llenguatge i fonoaudiologia.
Té un enfocament interdisciplinari; des d'una perspectiva teòrica, la metodologia de la lingüística clínica s'apropa a la de la psicologia (psicolingüística) i té en compte premisses i categories lingüístiques (veure llenguatge) i té implicacions i influències de la neurolingüística; la idea és arribar al desenvolupament de millors programes de tractament dels trastorns centrals del llenguatge tenint en compte les tècniques científiques de la rehabilitació del llenguatge. Una recerca de l'Institut d'Estudis Catalans de 1997 va observar que «a Catalunya hi ha treballs inicials, però no hi ha un corrent clarament estructurat de recerca».